# Grzegorz Dziamski
Grzegorz Dziamski (ur. 1955)  – polski filozof, socjolog, profesor nauk humanistycznych, profesor Wydziału Antropologii i Kulturoznawstwa Uniwersytetu im. Adama Mickiewicza w Poznaniu, Wyższej Szkoły Nauk Humanistycznych i Dziennikarstwa w Poznaniu, oraz Katedry Promocji i Krytyki Sztuki Wydziału Edukacji Artystycznej Akademii Sztuk Pięknych w Poznaniu.

## Życiorys
Obronił pracę doktorską, 26 maja 1997 habilitował się na podstawie oceny dorobku naukowego i pracy zatytułowanej Postmodernizm wobec kryzysu estetyki współczesnej. 15 lipca 2011 nadano mu tytuł profesora w zakresie nauk humanistycznych. Objął funkcję profesora na Wydziale Historycznym Uniwersytetu im. Adama Mickiewicza w Poznaniu, Wyższej Szkole Nauk Humanistycznych i Dziennikarstwa w Poznaniu, a także w Katedrze Promocji i Krytyki Sztuki na Wydziale Edukacji Artystycznej Uniwersytetu Artystycznego w Poznaniu.
Był członkiem Komitetu Nauk o Kulturze na I Wydziale Nauk Humanistycznych i Społecznych Polskiej Akademii Nauk.

## Publikacje
- 1984: Szkice o nowej sztuce[1]
- 1996: Encyklopedia kultury polskiej (redakcja i autorstwo części haseł)
- 1996: Postmodernizm wobec kryzysu estetyki współczesnej[1]
- 2009: Sztuka po końcu sztuki: sztuka początku XXI wieku[1]
- 2016: Kulturoznawstwo czyli Wprowadzenie do kultury ponowoczesnej[1]